# Oetwil an der Limmat
Oetwil an der Limmat est une commune suisse du canton de Zurich, située dans le district de Dietikon.

Photo aérienne (1946).